# Kloster Zehdenick
Das Kloster Zehdenick war ein um 1250 gegründetes Kloster für Zisterzienserinnen in Zehdenick. Nach knapp 300 Jahren erfolgte 1541 im Zuge der Einführung der Reformation die Umwandlung in ein evangelisches Damenstift. Die Gebäude wurden im Dreißigjährigen Krieg bis auf Reste zerstört. Die erhaltenen Bauten beherbergen heute kirchliche und kulturelle Einrichtungen.

## Gründungslegende
Eine Gründungsurkunde hat sich nicht erhalten. Daher ist das exakte Gründungsjahr nicht sicher, und auch die Erstausstattung des Klosters ist nicht bekannt. Überhaupt ist die Urkundenlage zur Besitzgeschichte sehr schlecht. Papst Alexander IV. bestätigte die Stiftung im Jahr 1254.
Das Kloster soll nach einer von dem märkischen Chronisten Andreas Angelus 1598 überlieferten Legende (wiedergegeben in Riedel, Codex Diplomaticus Brandenburgensis, A XIII, Urkunde XLIV (44), S. 160) im Jahr 1250 am Ort eines Hostienfrevels gegründet worden sein. Dieser Legende nach soll 1249 eine Gastwirtin an ihrem Bierfass im Keller eine geweihte, in Wachs gedrückte Oblate vergraben haben, um den Bierkonsum ihrer Gäste mit Gottes Hilfe zu erhöhen. Von Gewissensbissen getrieben, offenbarte sie sich einem Priester, der daraufhin die Oblate wieder ausgraben ließ. An mehreren Stellen fand man blutige Erde, die man abgrub und in einem Gefäß auf den Altar der Kirche stellte. An der Fundstelle errichtete man eine Kapelle, an die noch heute die Zehdenicker Kapellenstraße erinnert. Dieses Blutwunder von Zehdenick zog daraufhin viele Pilger in die Stadt, Zehdenick wurde zum Wallfahrtsort. Unter den Pilgern waren auch Bischof Rutger von Brandenburg und die brandenburgischen Markgrafen Otto III. und Johann I. sowie ihre Schwester Mechthild, Herzogin von Braunschweig-Lüneburg. Die brandenburgischen Markgrafen und ihre Schwester stifteten das Kloster einerseits wegen des zunehmenden Pilgerstroms, andererseits aber sicher auch unter strategischen Gesichtspunkten zur Sicherung des askanischen Machtbereichs in der gerade erworbenen Uckermark. Bei der Aufhebung des Klosters 1541 forderten die kurfürstlichen Visitatoren die Herausgabe eines Gefäßes, in dem das Heilige Blut aufbewahrt worden sein soll.
Das Kloster wurde zunächst der Heiligen Maria und dem Heiligen Georg („beate Mariae virginis ac Sancti Georgii“) geweiht; 1409 erschien der Name Zum Heiligen Kreuz („sanctae crucis“) in einem Brief des pisanischen Papstes Alexander V. Das Kloster gehörte dem Zisterzienserorden an, war aber nicht in die Ordensstrukturen inkorporiert. In einer Urkunde aus dem Jahr 1348 wird das Kloster auch als Benediktinerinnenkloster („ordinis Sancti Benedicti“) bezeichnet.

## Geschichte

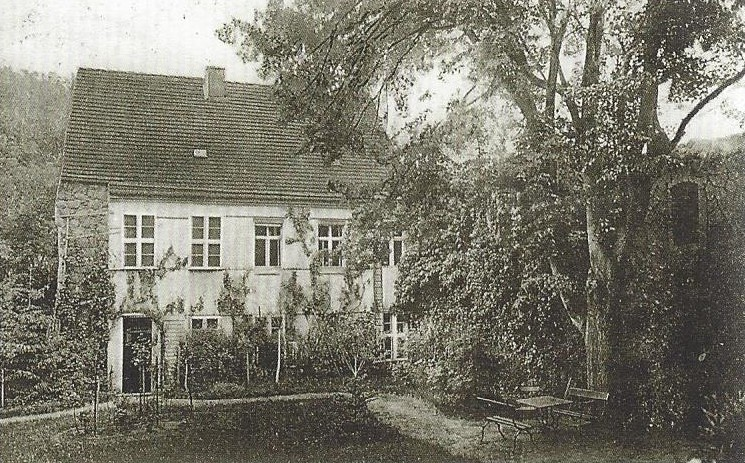
Haus der Oberin

Das Kloster bestand zunächst aus zwölf Nonnen, die in das 1252 fertiggestellte Dormitorium einziehen konnten. 1254 bestätigte Papst Alexander IV. das Kloster. Finanziell unterstützt wurde die weitere Bautätigkeit 1255 durch Ablassbriefe von Bischof Otto von Brandenburg und 1287 durch einen Ablass des Magdeburger Erzbischof Erich von Brandenburg für alle Gläubigen, die die Zehdenicker Klosterkirche besuchten und/oder ihr Wohltaten erwiesen. 1289 bestätigte Bischof Heidenreich dem Propst des Klosters das Synodalrecht über die zum Kloster gehörenden Dörfer. Das Synodalrecht hatte bereits sein Vorgänger Otto dem Kloster zugestanden.
Eng mit der Geschichte des Klosters verbunden ist das sogenannte Zehdenicker Altartuch. Es wurde um 1300 gefertigt und befindet sich heute in der Stiftung Stadtmuseum Berlin.
Wie viele andere Zisterzienserkloster, wurde auch Zehdenick im Laufe der Zeit wohlhabend und hatte bis zur Reformation 16 Dörfer und zwei wüste Feldmarken in alleinigem Besitz sowie Teilbesitz in zwei weiteren Dörfern. Das Kloster hatte auch Fischereirechte in verschiedenen Seen.
- Ahrensfelde (Gemeinde im Landkreis Barnim). Das Kloster hatte hier nicht weiter spezifizierte Hebungen, die noch 1590 vom Amt Zehdenick eingefordert wurden.
- Barsikow (heute Ortsteil der Stadt Wusterhausen/Dosse, Landkreis Ostprignitz-Ruppin). Das Kloster hatte 1541 im Ort das Kirchenpatronat (im 19. Jahrhundert fiskalisch).
- Beiersdorf (Ortsteil der Gemeinde Beiersdorf-Freudenberg). Schon vor 1375 hatte das Kloster Zehdenick hier die Hebungen von 5 Hufen, die später an das Amt Zehdenick übergingen.
- Beutel. Das Dorf war bereits 1375 verlassen. Es kam 1376 von den von Barsdorf in den Besitz der Familie Glutzer, die die Feldmark 1387 zunächst auf Wiederkauf, dann 1393 endgültig an das Kloster Zehdenick verkauften. 1404 verkaufte das Kloster die Trift über die Feldmark Beutel an die Bauern von Röddelin. 1558 kam Röddelin zunächst pfandweise, dann 1577 endgültig an die von Trott in Himmelpfort und damit zur Herrschaft Badingen und Himmelpfort.
- Dallgow (heute Dallgow-Döberitz, Landkreis Havelland). 1359 schenkte Markgraf Ludwig I. dem Kloster 4 Hufen, die sog. Wegershufen im Dorf Dallgow. 1419 verkaufte das Kloster fünf Freihufen in Dallgow und andere Getreiderenten in Dyrotz und Fahrland für insgesamt vierzig Schock Böhmischer Groschen an den Bischof von Brandenburg und das Domkapitel in Brandenburg. Vier Hufen in Dallgow zinsten jährlich 8 Schöffel Roggen und 8 Schöffel Hafer, eine Hufe zinste zwölf Schöffel Roggen und zwölf Schöffel Hafer.[8]
- Densow. Das Dorf war bereits 1375 wüst. Von der Familie von Barsdorf kam es 1376 in den Besitz der Familie Glutzer, die die Feldmark 1387 zunächst auf Wiederkauf, dann 1393 endgültig an das Kloster verkauften. 1558 kam die Feldmark zunächst pfandweise, dann 1577 endgültig an die von Trott in Himmelpfort und damit zur Herrschaft Badingen und Himmelpfort.
- Dyrotz (heute ein Gemeindeteil von Wustermark, Landkreis Havelland). Von 1265 bis 1419 hatte das Kloster Einkünfte aus Dyrotz. 1419 verkaufte das Kloster fünf Freihufen und andere Getreiderenten in Dyrotz, Dallgow und Fahrland für insgesamt vierzig Schock Böhmischer Groschen an den Bischof von Brandenburg und das Domkapitel in Brandenburg. In Dyrotz war dies ein Wispel Hafer, die der Krug zinste.[8][9]
- Fahrland. Nach dem Brandenburgischen Klosterbuch soll das Kloster das Patronat der Kirche in Fahrland gehabt haben (nicht nach dem Historischen Ortslexikon!). 1419 verkaufte das Kloster fünf Freihufen und andere Getreiderenten in Dyrotz, Dallgow und Fahrland für vierzig Schock Böhmischer Groschen an den Bischof von Brandenburg und das Domkapitel in Brandenburg. Die eine Hufe in Fahrland, die Dyderik van Stechgow unter dem Pflug hatte zinste einen Wispel Hafer jährlich.[8]
- Falkenthal (heute Ortsteil der Gemeinde Löwenberger Land). Der Zeitpunkt der Erwerbung ist nicht bekannt. Es wurde 1541 dem Amt Zehdenick zugeordnet.
- Gandenitz (heute Ortsteil der Stadt Templin). Das Kloster später das Amt Zehdenick hatte hier das Patronatsrecht bis 1715.
- Germendorf (Quadengermendorf) (heute Ortsteil der Stadt Oranienburg). Der Ort gehörte bis 1448 zur Burg bzw. Schloss Bötzow, dem späteren Oranienburg. Er muss also vor 1450 an das Kloster Zehdenick gekommen sein. 1652 wurde er dem Amt Oranienburg zugeordnet.
- Görlsdorf (ab ca. 1400 wüste Feldmark, heute zu Hammelspring und Röddelin gehörend). Der Große Lankesee und der Kuhwallsee gehörten seit 1309 dem Kloster. 1375 war das Dorf noch bewohnt. Vermutlich wurde es um 1400 zerstört und nicht wieder aufgebaut. Die Feldmark des Dorfes muss wohl nach 1500 an das Kloster Zehdenick gekommen sein, denn 1560 erhielt das Amt Zehdenick Abgaben von den Bauern von Hammelspring. Noch 1590 ist die Feldmark von Görlsdorf ein Teil der sog. Zehdenicker Klosterheide.
- Großmutz (Ortsteil der Gemeinde Löwenberger Land). Die Grafen Guntherus, Olricus, Adolfus und Borchardus von Lindow-Ruppin verkauften 1323 das Dorf „Wendisch Mutz“ an das Kloster Zehdenick.[10] Im selben Jahr überließ auch Otto von Redern sein Angefälle in Großmutz dem Kloster Zehdenick.[11] Die Gerichte verblieben zunächst bei den Grafen, später beim Amt Alt Ruppin. 1551 kam es mit den anderen Klostergütern zum Amt Zehdenick. 1671 wurde es vom Amt Zehdenick in das Amt Oranienburg umgegliedert.
- Groß Schönebeck (heute ein Ortsteil der Gemeinde Schorfheide, Landkreis Barnim). Das Kloster war schon vor 1452 in den Besitz der Abgaben von 42 Hufen (von insgesamt 64 Hufen) in Groß Schönebeck gekommen. 1452 bestätigte Markgraf Friedrich II. diesen Besitz. Die Gerichte, das Patronatsrecht, die Bede und die Wagendienste standen jedoch dem Markgrafen bzw. später dem kurfürstlichen Amt Liebenwalde zu. 1541 kam der Besitz an das Amt Zehdenick, 1590 an das Amt Liebenwalde.
- Großwoltersdorf (Gemeinde im Landkreis Oberhavel). Das Dorf gehörte bis 1502 dem Kloster Lindow. Vor 1525 war es dann an das Kloster Zehdenick gegangen und gelangte dann 1551 an das Amt Zehdenick.
- Gutengermendorf. Gutengermendorf gehörte zur Herrschaft Ruppin bzw. später zum Amt Ruppin. Das Kloster Zehdenick (bzw. später das Amt Zehdenick) war hier Grundherr und hatte bis 1664 das Patronat über die Kirche. Dieses Recht ging 1664 auf die Herrschaft Liebenberg über.
- Hammelspring (heute ein Ortsteil der Stadt Templin). Die Dienste der Bauern standen der Herrschaft Zehdenick zu. Das Dorf gehörte aber wohl schon vor 1375 dem Kloster Zehdenick.[A 1]
- Hindenburg (heute ein Ortsteil der Stadt Templin). Der Erwerb des Dorfes durch das Kloster ist urkundlich nicht überliefert, jedoch vermutlich bereits im Mittelalter. Ausgenommen davon waren die Dienste der Bauern, die spätestens seit 1368 zum Schloß Zehdenick zu leisten waren. Mit der Säkularisation des Klosters 1541 wurden sämtliche Rechte vereinigt (spätestens 1551).
- Klein-Mutz (heute Ortsteil der Stadt Zehdenik). 1288 bestätigten die brandenburgischen Markgrafen Otto IV. und Konrad die Übereignung von 16 Hufen Land durch Thethardus de Wozstrow an das Kloster Zehdenick.[12] Später war das gesamte Dorf im Besitz des Klosters mit Ausnahme der Dienste der Bauern, die zur Burg bzw. Schloss Zehdenick zu leisten waren.
- Klosterwalde (heute ein Ortsteil der Stadt Templin). Das Dorf war schon vor 1375 im Besitz des Klosters. Im Dorf gingen alle Abgaben an das Kloster mit Ausnahme der Bede, die H. Romer einziehen durfte.
- Krewelin (heute Ortsteil der Stadt Zehdenick). 1318 wurde ein Gans zu Putlitz mit einem Hof und der Kirche in Krewelin belehnt. Schon vor 1438 hatten die Bauern ihre Dienste zum Schloss Zehdenick zu leisten. Das Dorf selber war ebenfalls schon vor 1438 an das Kloster Zehdenick gekommen. 1452 bestätigte Markgraf Friedrich II. diesen Besitz.
- Liebenwalde (Gemeinde im Landkreis Oberhavel). Nach dem Brandenburgischen Klosterbuch hatte das Kloster Zehdenick hier eine Holzung und die Fischerei (nicht im HOL erwähnt).
- Lindenberg (heute ein Ortsteil der Gemeinde Ahrensfelde, Landkreis Barnim). Schon vor 1375 hatte das Kloster das Dorf Lindenberg erworben, mit Ausnahme der Dienste und der Pacht erworben. 1452 gestattete Kurfürst Friedrich dem Konvent und Propst des Klosters Leibrenten im Dorf Lindenberg auf Wiederkauf zu veräußern.[13] 1685 wurde der Ort dem Amt Biesenthal zugeordnet.
- Manker (Ortsteil von Fehrbellin). 1491 hatte das Kloster in Manker Hebungen in Höhe von 1 Scheffel Erben, und bezog Geldzinsen in Höhe von 40 Schillingen.[14]
- Nassenheide (heute ein Ortsteil der Gemeinde Löwenberger Land). 1428 vereignete Markgraf Johann dem Kloster Zehdenick das Dorf Nassenheide mit Ausnahme der Dienste, die zur Neuen Mühle gingen.[15] Die Dienste der Bauern waren (zumindest später) an das Schloss Bötzow zu leisten. 1437 befreite Markgraf Friedrich II. die Bewohner des Dorfes Nassenheide für die Zeit des Wiederaufbaus (10 Jahre) von allen Diensten.[16] Ab 1541 wurde das Dorf vom Amt Zehdenick verwaltet. 1652 kam das Dorf zum Amt Oranienburg.
- ?Neulögow (heute ein Ortsteil der Stadt Gransee). Das Dorf Neulögow wurde 1421 von Mecklenburgischen Truppen beraubt und zerstört. Es wurde nicht wieder aufgebaut. Die wüste Feldmark war 1590 im Besitz des Amtes Zehdenick. Wie und wann sie in dessen Besitz gekommen ist, ist unklar. Es könnte schon im Besitz des Klosters Zehdenick gewesen sein.
- Polzow (Boltze) (Wüstung, Dorfstätte lag nordwestlich des Kleinen Wentowsees). Das Kloster erwarb dieses Dorf 1393 von einem Vorbesitzer von der Osten. Wahrscheinlich war das Dorf aber schon 1393 wüst. Die Feldmark blieb bis 1541 im Besitz des Klosters Zehdenick.
- Röddelin (heute ein Ortsteil der Stadt Templin). Das Dorf wurde 1384 vom Kloster erworben. 1558 kam Röddelin zunächst pfandweise, dann 1577 endgültig an die von Trott und die Herrschaft Badingen und Himmelpfort.
- Schwanebeck (heute ein Ortsteil der Gemeinde Panketal, Landkreis Barnim). 1257 vereigneten die Markgrafen Johann I. und Otto III. dem Kloster zwei Hufen Land im Dorf Schwanebeck.[17]
- Segeletz (heute ein Ortsteil der Stadt Wusterhausen/Dosse im Landkreis Ostprignitz-Ruppin). 1541 hatte das Kloster Zehdenick das Kirchenpatronat in Segeletz.
- Wesendorf. Das Dorf war bis 1452 im Besitz der von Barsdorf, die es in diesem Jahr an das Kloster Zehdenick veräußerten. Die Dienste der Bauern waren jedoch zur Burg bzw. Schloss Zehdenick zu leisten.
- Woltersdorf (Ortsteil der Gemeinde Mühlenbecker Land). Nach dem Brandenburgischen Klosterbuch (Karte, S. 1332) soll das Kloster Zehdenick hier das Patronatsrecht der Kirche besessen haben. Dies erscheint sehr unwahrscheinlich. Das Dorf war früh wüst gefallen und die Feldmark war bis 1542 im Besitz des Klosters Lehnin. Das im 16. Jahrhundert neu errichtete Dorf hatte keine Kirche. Es könnte eine Verwechslung mit Großwoltersdorf vorliegen, das früher ebenfalls nur Woltersdorf hieß (vgl. z. B. Bratring, S. 521[18])
- Wusterhausen/Dosse. Nach dem Brandenburgischen Klosterbuch hatte das Kloster ein Altarlehem am Altar Johannes’ des Täufers in Wusterhausen/Dosse.
- Zehdenick. In der Stadt Zehdenick hatte das Kloster das Patronatsrecht über die Schlosskapelle sowie über 2 Altäre in der städtischen Marienkirche und 2 Altäre in der Georgenkapelle. Seit 1281 bezogen sie einen Jahreszins in Höhe von 4 Wispeln Korn (1326: 2½ Wispel) aus der Stadtmühle von Zehdenick; die Übereignung wurde von den Markgrafen Otto IV. und Konrad I. bestätigt.[19] 1340 kauften sie die Mühle vom Brandenburger Markgrafen Ludwig I. um 100 Mark Brandenburger Silbers.[20] 1452 bestätigte Markgraf Friedrich II. den Zins von vier Wispeln Korn, die dem Kloster von der Mühle in Zehdenick von den Herren von Stettin geschenkt worden war.[21]

1348 übereignete Markgraf Ludwig I. dem Kloster mehrere Seen gegen 36 Mark Brandenburgischen Silbers
- jährlich neun Zählstücke aus dem Tornowsee (heute Großer Wentowsee nördlich von Zabelsdorf)
- Baalensee (stagnum Bulam site circa Vorstenberg)
- Großer Dölchsee und Kleiner Dölchsee (stagnum Delsich) (bei Baumgarten, die beiden Seen könnten im Mittelalter noch ein See gewesen sein)[23]
- Salchowsee (stagnum Selchow)[24]
- Huwenowsee (stagnum Gouenow)[25]
- ein namentlich nicht genannter See zwischen Baumgarten und Glambeck (wahrscheinlich der Glambecksee[26] oder ein inzwischen nahezu verschwundener See im südlichen Teil der Gemarkung von Baumgarten, der noch in der Schmettausche Karte von 1767/87 verzeichnet ist).

Im selben Jahr überließ Graf Otto von Fürstenberg dem Kloster den halben Tornowsee (heute Großer Wentowsee). 1409 nahm Gegenpapst Alexander V. das Kloster Zehdenick unter seinen besonderen Schutz.

## Adliges Fräuleinstift
Im April/Mai 1541, als die Reformation die Mark Brandenburg erreichte, wurde das Kloster zu einem Adligen Fräuleinstift umgewandelt, in das Frauen ohne Gelübde eintreten konnten. Die kurfürstlichen Visitatoren trafen noch 50 Nonnen an. Der Grundbesitz ging in die Hand der Landesherren über, der den Klosterbesitz zunächst seinem Hofmarschall Adam von Trott als „Verweser und Hauptmann“ übergab. 1551 verlangte der Kurfürst den Klosterbesitz zurück. Adam von Trott erhielt zum Ausgleich die Güter des säkularisierten Klosters Himmelpfort zunächst als Amtmann des Kurfürsten, 1557 dann erblich. Die Zehdenicker Klostergüter wurden nun dem Amt Zehdenick zur Verwaltung übertragen. Das kurfürstliche, später königliche Amt Zehdenick entschied auch darüber, wer in das Stift aufgenommen wurde, und übernahm den Unterhalt der Stiftsdamen.
Während des Dreißigjährigen Krieges wurden die Klostergebäude weitgehend zerstört. Bis heute erhalten sind nur die Außenmauern des Dormitoriums, Nord- und Westflügel, Teile des Kreuzgangs sowie die Klosterscheune, ursprünglich Hospital, Schule und Pilgerherberge. Die Kirche wurde 1768 wieder aufgebaut, brannte aber 1801 durch Blitzschlag ab und wurde danach bis auf Außenmauerreste abgetragen. 
Im Stift lebten immer etwa sieben Damen, für die im Nordflügel Kurien eingerichtet wurden. An der Verwaltungsspitze standen Stiftshauptleute, zumeist Großgrundbesitzer der Region, war Philipp zu Eulenburg zudem auch Stiftshauptmann und die Oberin. Oberin 1888 war Sophie von Ziemietzka. 1905 war die Oberin Gräfin Poninska, Stiftshauptmann der gefürstete Graf Philipp zu Eulenburg auf Schloss Liebenberg. Sein Nachfolger wurde um 1910 der Templiner Landrat von Arnim, der das Amt schon zuvor ausgeübt hatte. Das Stift bestand so bis 1945 und wurde nach dem Zweiten Weltkrieg 1946 der evangelischen Landeskirche Berlin-Brandenburg unterstellt. Heute wird es von der Evangelischen Kirche Berlin-Brandenburg-schlesische Oberlausitz verwaltet und bietet Wohnraum für kirchennahe Personen.

## Heutige Nutzung
In den Räumen des Klosters sind verschiedene Einrichtungen für Gemeindearbeit und Kultur untergebracht:
- Im Nordflügel befinden sich zwei Gewölbesäle mit einer Kopie des Zehdenicker Altartuchs
- eine Familien- und Eheberatungsstelle
- der Zehdenicker Mitgliedsverband des Evangelischen Posaunendienstes in Deutschland
- der Verein Kulturlandschaft Brandenburg-Nord betreibt in der Klosterscheune eine Galerie

Galerie Kloster Zehdenick
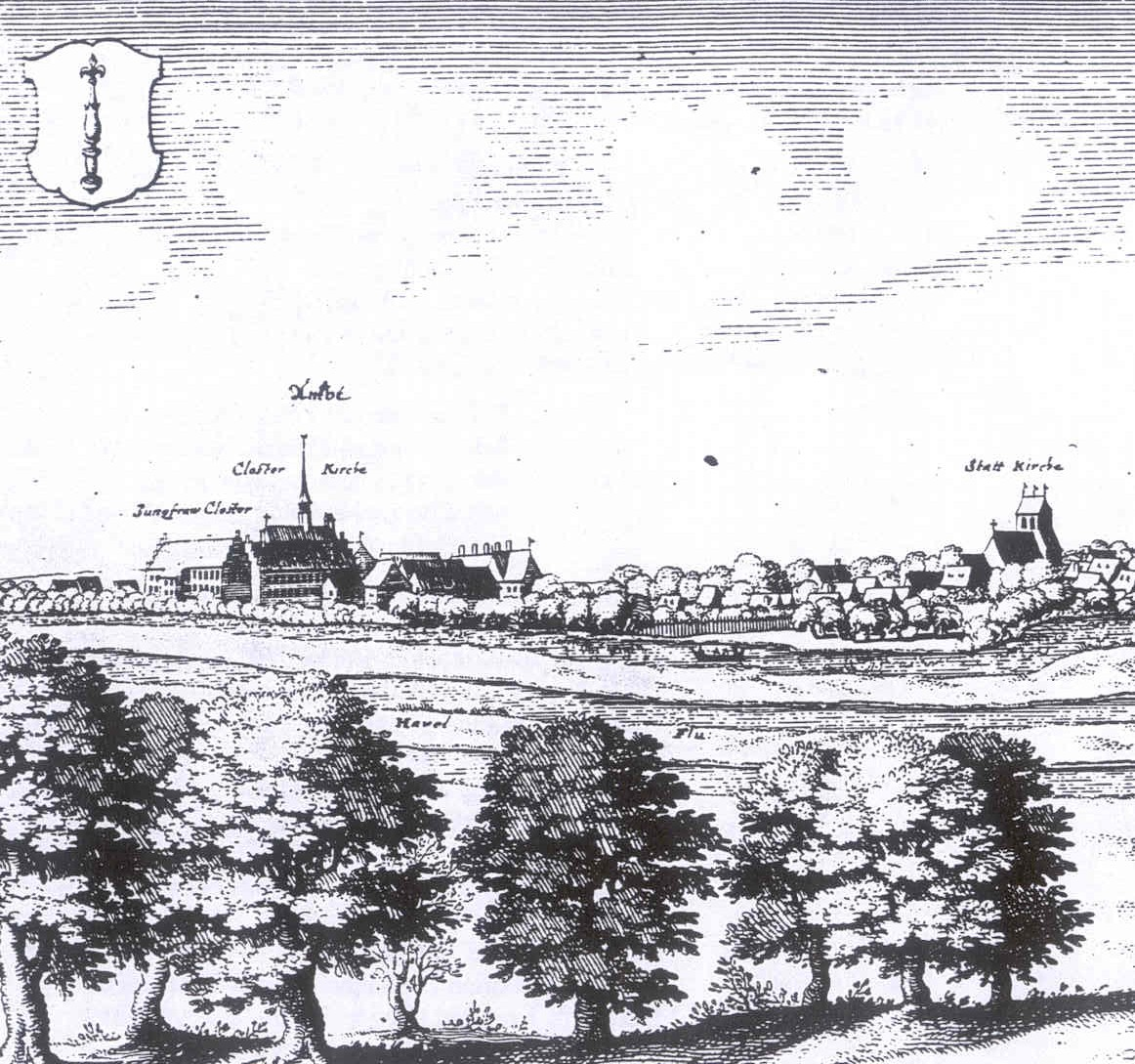
Kupferstich von Merian, etwa 1660, links in der idealisierten Ansicht das Kloster
Kreuzgang
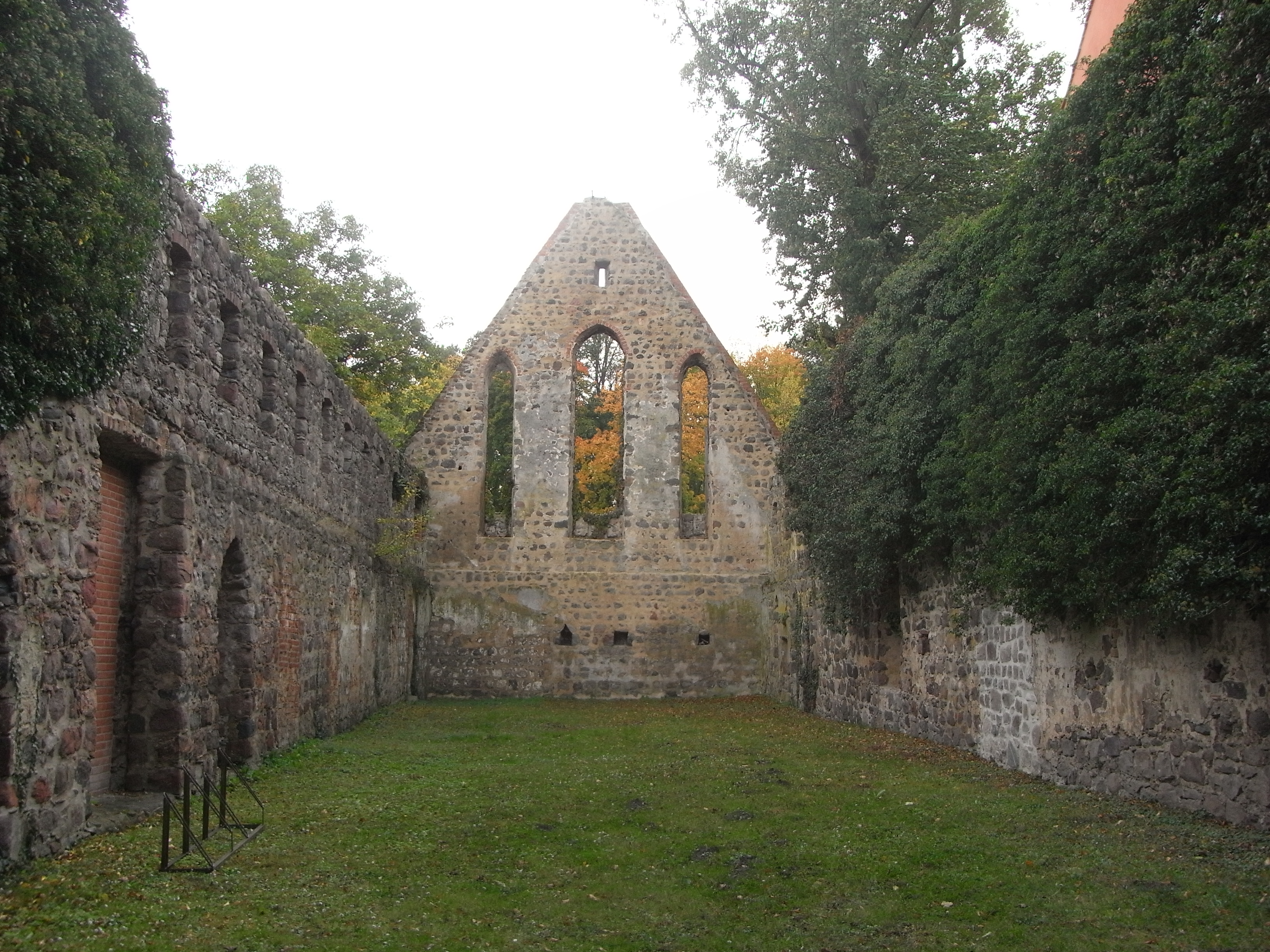
Ruine des Dormitoriums

## Anmerkung
1. ↑  Die Dörfer des Klosters Zehdenick wurden im Landbuch Kaiser Karls IV. nicht beschrieben, sondern nur wenn im Teilbesitz des Klosters.